# Миллер, Шэннон (гимнастка)
Шэннон Ли Миллер (англ. Shannon Lee Miller; 10 марта 1977, Ролла, штат Миссури, США) — американская гимнастка, двукратная олимпийская чемпионка 1996 года (командное первенство и бревно), пятикратная чемпионка мира.
В 1992 году на Играх в Барселоне 15-летняя Миллер, будучи лидером сборной США, выиграла пять медалей, оставшись без награды только в опорном прыжке, при этом ни разу не стала чемпионкой. Через 4 года на Играх в Атланте выиграла две медали, но обе — золотые. В 1993 и 1994 года становилась чемпионкой мира в абсолютном первенстве.

## Личная жизнь
В 1999—2006 года Шэннон была замужем за юристом и офтальмологом Кристофером Б. Филлипсом.
С 25 августа 2008 года Шэннон замужем во второй раз за президентом «Drummond Press» Джоном Фальконетти (род.1968). У супругов есть двое детей — сын Джон Рокко Фальконетти-младший (род.28.10.2009) и дочь Стерлинг Дайан Фальконетти (род.25.06.2013).
В феврале 2011 года у Шэннон был диагностирован рак яичника. После трёх курсов химиотерапии осенью 2011 года врачи определили, что Миллер удалось справиться с раком.